# Pikelinia fasciata
Espèce
Synonymes
- Filistata fasciata Mello-Leitão, 1938

Pikelinia fasciata est une espèce d'araignées aranéomorphes de la famille des Filistatidae.

## Distribution
Cette espèce est endémique des îles Galápagos. Elle se rencontre à Española, à Floreana, à Genovesa, à Isabela, à Marchena, à Pinta, à Pinzón, à San Cristóbal, Santa Cruz, à Santa Fé, à Santiago et à Wolf.

## Publication originale
- Banks, 1902 : Papers from the Hopkins Stanford Galapagos Expedition; 1898-1899. VII. Entomological Results (6). Arachnida. With field notes by Robert E. Snodgrass. Proceedings of the Washington Academy of Science, vol. 4, p. 49-86.